# Xavier Cugat
Xavier Cugat (eredeti neve: Francisco de Asis Javier Cugat Mingall de Bru y Deulofeo) (Girona, 1900. január 1. – Barcelona, 1990. október 27.) katalán–kubai zenekarvezető volt, aki sokak szerint többet tett a latin zene egyesült államokbeli popzenébe való beáramlásáért, mint bármely más zenész. Desi Arnaz és Pérez Prado Cugat nyomdokait követi.
Cugat Spanyolországban született, Francisco de Asis Javier Cugat Mingall de Bru y Deulofeo néven. Ötévesen családjával Kubába emigrált. Hegedűművésznek tanult, és játszott a havannai Nemzeti Színház zenekarában.
Valamikor 1915 és 1918 között Cugat New Yorkba ment, ahol a The Gigolos zenekarban játszott, a nagy tangóőrület idején.
Később a Los Angeles Timesnak dolgozott rajzolóként. Cougat karikatúráit idővel országszerte terjesztették.
A késői 1920-as években a hangosfilmek terjedésével újabb tangózenekart alapított, melynek sikerei voltak a korai rövid musicalekben. A korai 30-as évekre ő és csapata már híres filmekben is megjelent.
Cugat elvitte zenekarát New Yorkba, a Waldorf Astoria Hotel megnyitójára, és a szálloda állandó zenekarává váltak.
A következő harminc évet New York és Los Angeles között ingázva töltötte, hotelbeli, rádiós és filmbeli fellépésekkel. 1940-ben elkészült a Perfidia című dal felvétele, Miguelito Valdes énekes közreműködésével, mely nagy sikert aratott.
Cugat igyekezett lépést tartani a divattal, felvételeket készített a konga, a mambó, a csacsacsa, és a twist műfajában, melyekben saját stílusa volt. Felesége Charo, salsatáncosnő, akit 1966-ban vett el.
De nem az első felesége volt, hanem már az ötödik, mivel volt előtte négy házassága és válása is.
Cugatnak nem okozott túl sok gondot a művészi igényesség: „Inkább játszom a Chiquita Bananát a medencém mellett, mintsem Bachot játszva éhezzem.”
90 évesen, szívelégtelenségben halt meg.

## Külső hivatkozások
- http://www.imdb.com/name/nm0191265/
- http://www.xaviercugat.com/